# Bárcabo
Barcabo (en castellà: Bárcabo) és un municipi aragonès situat a la província d'Osca i enquadrat a la comarca del Sobrarb.
La temperatura mitjana anual és de 11,8 °C; i la precipitació anual, 760 mm.

## Entitats de població
Les entitats de població del terme són:
- Almazorre. Està situat a 822 metres sobre el nivell del mar. L'any 1991 el llogaret tenia 25 habitants.
  - Lloc d'interés: Cueva de la Carrasca.[2]
- Betorz. Està situat a 1012 metres d'altitud. L'any 1991 tenia 16 habitants.[3]
- Eripol. Està situat a 921 metres sobre el nivell del mar. L'any 1991 el llogaret tenia 4 habitants.[4]
- Hospitaled. Està situat a 759 metres d'altitud. L'any 1991 tenia 10 habitants.[5]
- Lecina. L'any 1991 el llogaret tenia 20 habitants. Està situat a 761 metres sobre el nivell del mar.[6]
- Santa María de la Nuez. L'any 2008 el llogaret tenia 12 habitants.[7]
- Suelves. Actualment deshabitat. Està situat a 780 metres d'altitud.[8]